# Ciudad de Armería
Ciudad de Armería – miasto i siedziba gminy Armería w Meksyku, w stanie Colima.